# Katholieke Liga (1609)

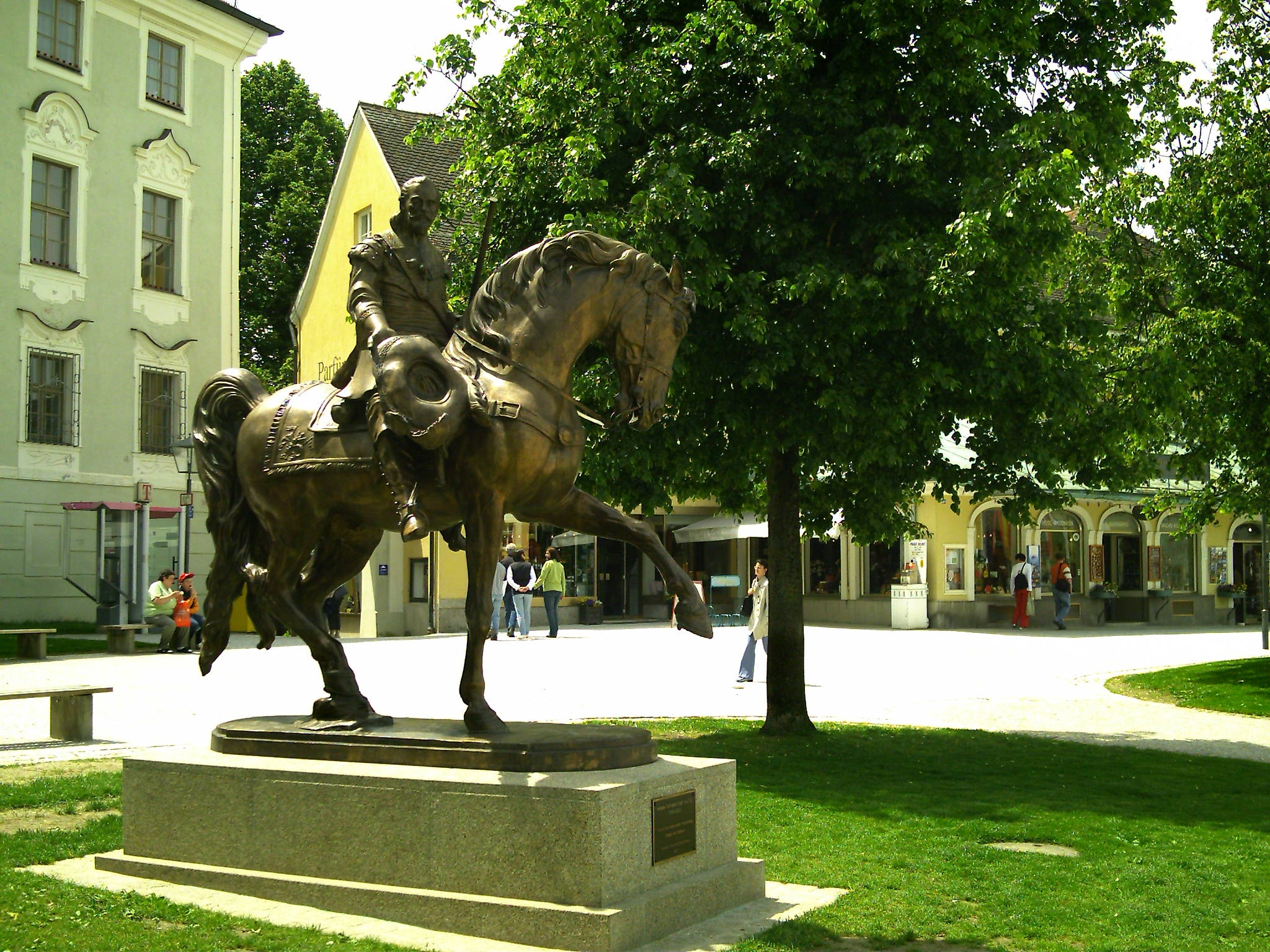
Johan t’Serclaes van Tilly, monument in Altötting, Beieren

De Katholieke Liga was een militair verbond van katholieke Duitse vorstendommen bij het begin van de Dertigjarige Oorlog. Deze liga werd opgericht onder leiding van hertog Maximiliaan I van Beieren. Het was een reactie op de Protestantse Unie van 1608. 
Bekende aanvoerders van de Liga waren Johan t'Serclaes van Tilly en Godfried Huyn van Geleen. 